# Commanderie de Barbezières
La commanderie Saint-Martin de Barbezières est une dépendance hospitalière anciennement templière située à Barbezières, en Charente, au nord-ouest d'Angoulême. Elle semble se résumer à l'église, qui correspond à l'actuelle église paroissiale Saint-Martin.

## Historique
Cette église fut donnée à la fin du XIe siècle à l'abbaye de Saint-Amant-de-Boixe par Hélie de Marcillac, seigneur de Barbezières, qui se fit moine.
Elle fut d'abord vicairie perpétuelle puis cure. Au milieu du XIIIe siècle, l'abbaye la céda à une commanderie de Templiers.
Comme à Coulonges, l'abbaye aida les Templiers à leur installation, ce qui est assez rare car l'ordre se montrait intransigeant vis-à-vis du clergé séculier. Mais l'entente dura peu et l'évêque d'Angoulême Pierre Ier Laumont (1159-1182) dut intervenir auprès du commandeur Guillaume Ponet, grand maître en Aquitaine, afin de rétablir la paix entre les deux communautés voisines.
Avec toutes les commanderies de cette région, l'église de Barbezières est passée en 1312 sous la dépendance des Hospitaliers de Beauvais-sur-Matha.
Selon Daras, Barbezières était une commanderie, mais l'église de Barbezières n'apparaît pas dans l'enquête pontificale de 1373 sur le prieuré d'Aquitaine.
À partir du XIVe siècle, le commandeur de Beauvais-sur-Matha avait la présentation et la nomination à la cure de Saint-Martin de Barbezières. Il levait la dîme dans la paroisse.

## Description
L'église fut presque détruite pendant la guerre de Cent Ans et ne conserva que ses murs. Sa nef possède deux travées, et était autrefois couverte en berceaux brisés. Au XVe siècle, le chœur à chevet plat fut recouvert en croisée d'ogives dont la clé est sculptée au blason des Barbezières. Le triplet a été remplacé par une fenêtre gothique. Sa façade a presque été entièrement reconstruite à la fin du XIXe siècle, avec une porte en plein cintre et un clocher-arcade,.
L'édifice est inscrit monument historique depuis 1993.